# Clifton Msiya
Clifton Msiya (Malaui, 16 de mayo de 1964-7 de enero de 2000) fue un futbolista de Malaui que jugó en la posición de extremo.

## Carrera

### Club
| Periodo   | Club             |
| --------- | ---------------- |
| 1980-1985 | Berek Power Pack |
| 1986-1992 | MDC United       |

### Selección nacional
Debutó con Malaui el 27 de noviembre de 1980 en la victoria por 1-0 sobre Zambia en Jartum por la Copa CECAFA 1980 y su primer gol internacional lo anotó el 20 de noviembre de 1983 en la victoria por 3-1 sobre Zanzíbar el Mombasa por la Copa CECAFA 1983. Su último partido internacional lo jugó el 27 de julio de 1991 en el empate 2-2 ante Zimbabue en Lilongüe por la clasificación para la Copa Africana de Naciones de 1992. Jugó 81 partidos internacionales y anotó ocho goles.
Participó en la Copa Africana de Naciones 1984 donde fue seleccionado en el equipo ideal del torneo.

## Logros

### Club
- Super Liga de Malaui (1): 1988

### Individual
- Equipo Ideal de la Copa Africana de Naciones 1984.